# 四川阴地蕨
四川阴地蕨（学名：Botrychium sutchuenense）为阴地蕨科阴地蕨属下的一个种。